# Riley Darnell
Riley C. Darnell (Clarksville, 13 de mayo de 1940 - Ibídem, 2 de octubre de 2020) fue un político estadounidense, que ocupó el cargo de Secretario de Estado de Tennessee entre 1993 y 2009.

## Biografía
Darnell nació en Clarksville, Tennessee en 1940. Recibió su licenciatura en la Austin Peay State University en 1962 y su título de abogado en Vanderbilt University Law School en 1965. Darnell fue admitido en la barra de Tennessee. Sirvió en la Fuerza Aérea de los Estados Unidos como juez defensor general desde 1966 hasta 1969 y fue nombrado capitán. Sirvió en la Cámara de Representantes de Tennessee de 1970 a 1980 y en el Senado de Tennessee de 1980 a 1992.
Derrotado para la reelección al Senado estatal en noviembre de 1992, el regreso político de Darnell fue inmediato. En enero de 1993 recibió la nominación demócrata para Secretario de Estado y fue elegido por una convención conjunta de la Asamblea General de Tennessee, desplazando al demócrata en funciones, excandidato al Congreso Bryant Millsaps. Posteriormente, Darnell fue elegido nuevamente para el cargo por la Asamblea General en 1997, 2001 y 2005. Muchos sugieren que la derrota del Senado fue una de las mejores cosas que le había pasado en su vida, ya que pasó de un puesto en el gobierno estatal que pagaba $ 16,500 por año a uno que paga más de $ 75,000.
La oficina de Darnell tenía muchas responsabilidades, incluida la supervisión de las corporaciones autorizadas en Tennessee y la realización de elecciones, la biblioteca y los archivos estatales y otras funciones del gobierno que generalmente se consideran en gran medida mundanas pero que, sin embargo, deben realizarse de manera profesional. Como los demócratas mantuvieron una mayoría general en la Asamblea General en noviembre de 2004 (aunque con su mayoría reducida de 72-60 a 69-63), Darnell fue reelegido para otro mandato de cuatro años en enero de 2005.
Darnell falleció el 2 de octubre de 2020 en Clarksville, Tennessee, a los ochenta años.